# Salade de mots
Pour the album by Fischer-Z, voir Word Salad (album).
 (avril 2025).

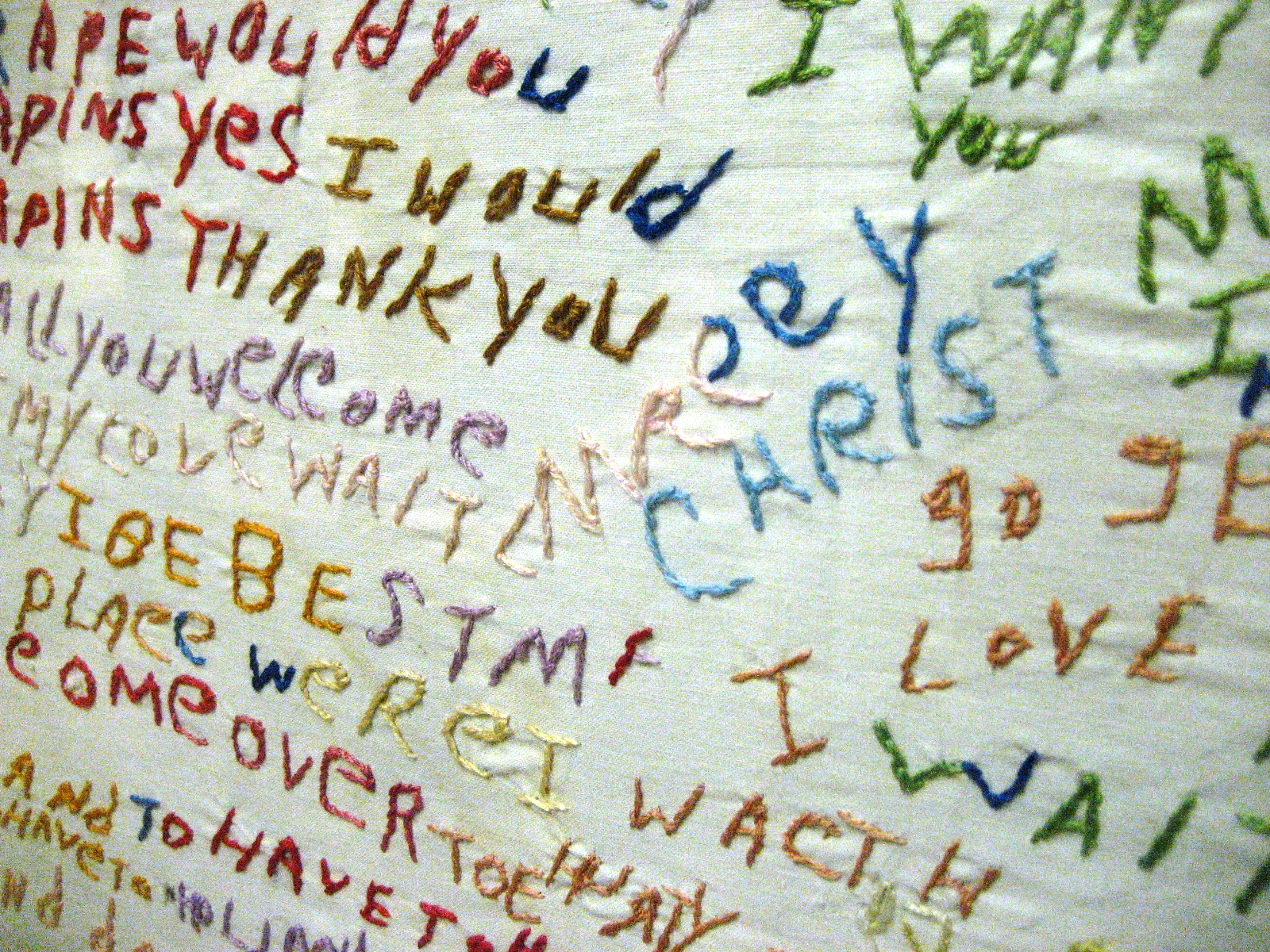
Une personne atteinte de schizophrénie a écrit des mots apparemment aléatoires sur un morceau de tissu : une salade de mots.

Une salade de mots (word salad en anglais) est un « mélange confus ou inintelligible de mots et de phrases apparemment aléatoires », le plus souvent utilisé pour décrire un symptôme d'un trouble neurologique ou mental . Le nom schizophasie est utilisé notamment pour décrire le langage confus qui peut être évident dans la schizophrénie. Les mots peuvent être grammaticalement corrects ou non, mais ils sont sémantiquement confus au point que l’auditeur ne peut en extraire aucun sens. Le terme est souvent utilisé en psychiatrie ainsi qu'en linguistique théorique pour décrire un type de grammaticalité par des locuteurs natifs .

## Psychiatrie
Une salade de mots peut décrire un symptôme de troubles neurologiques ou psychiatriques dans lequel une personne tente de communiquer une idée, mais des mots et des phrases qui peuvent sembler aléatoires et sans rapport apparaissent dans un ordre incohérent, sans avoir de paternes clairs. Souvent, la personne ne se rend pas compte que ses paroles n’ont pas de sens. Elle apparaît chez les personnes atteintes de démence et de schizophrénie, ainsi qu'après une lésion cérébrale anoxique . Dans la schizophrénie, on parle de schizophasie. Les associations de bruits parasites sont particulièrement caractéristiques de la manie, telle qu'on la voit dans le trouble bipolaire, comme une variante un peu plus grave de la fuite des idées. Dans les cas de manie extrême, le discours du patient peut devenir incohérent, avec des associations nettement relâchées, se présentant ainsi comme une véritable salade de mots. Cette salade de mots peut être aussi reliée à l'horror vacui.
dans les œuvres d'art faites par des personnes atteintes de troubles neurologiques.
Il peut être présent sous la forme de :
- Clanging, un modèle de discours qui suit les rimes et autres associations sonores plutôt que le sens.
- La graphorrhée, une version écrite de la salade de mots qui est plus rarement observée que la logorrhée chez les personnes atteintes de schizophrénie[5].
- Logorrhée, un état mental caractérisé par un bavardage excessif (incohérent et compulsif).
- Aphasie réceptive[6], parole fluide mais sans sens, souvent le résultat d'un accident vasculaire cérébral ou d'une autre lésion cérébrale.